# مرد سرطانی (بریکینگ بد)
«مرد سرطانی» (به انگلیسی: Cancer Man) چهارمین قسمت از فصل اول مجموعه تلویزیونی آمریکایی بریکینگ بد است. این قسمت به نویسندگی وینس گیلیگان و کارگردانی جیم مک‌کی ، در ۱۷ فوریه ۲۰۰۸ از شبکه ای‌ام‌سی در ایالات متحده و کانادا پخش شد.

## داستان
هنک شریدر و تیم اداره مبارزه با مواد مخدر (DEA) او در مورد ناپدید شدن امیلیو کویاما و کریزی-۸ ، که دومی معلوم می‌شود که خبرچین آنها بوده است، جلسه‌ای برگزار می‌کنند. هنک همچنین از کشف مت‌آمفتامین با خلوص ۹۹٫۱ درصدی گزارش می‌دهد. اگرچه اداره مبارزه با مواد مخدر هیچ سرنخی نداشت، هنک معتقد است که این محصول به اندازه کافی خوب است که یکی از افراد آلبوکرکی را به پادشاه جدید مت‌آمفتامین تبدیل کند. در همین حال، والت در مورد سرطان خود به هنک، ماری شریدر و والت جونیور می‌گوید؛ به اسکایلر وایت قبلاً گفته شده بود. جسی پینکمن با دو دوستش مت‌آمفتامین والت را می‌کشد و  صبح روز بعد وقتی توهم می‌زند که دو مبشر مذهبی روبه‌روی خانه‌اش دوچرخه‌سواران مسلح هستند، از خانه‌اش فرار می‌کند.
اسکایلر با یکی از سرطان‌شناسهای برتر کشور قرار ملاقات می‌گذارد، حتی با وجود اینکه خانواده توان مالی او را ندارد. والت می‌گوید که پول را از حقوق بازنشستگی خود برمی‌دارد، اما در واقع از مقداری از پول گرفته شده از کریزی-۸ در بیابان استفاده می‌کند، که در مجرای تهویه مطبوع خانه خود پنهان نگه می‌دارد. والت جونیور پدرش را به خاطر نگرشش نسبت به سرطان سرزنش می‌کند. وقتی والت به اتحادیه اعتباری خود می‌رود تا پول نقد را در چک صندوقدار بگذارد، جای پارک او توسط مردی نفرت انگیز به نام کن تصاحب می‌شود. کن با مکالمه تلفن همراه با صدای بلند و نامناسب اجتماعی، والت و بقیه مشتریان را آزار می‌دهد.
جسی در نهایت به خانه والدین ثروتمند خود می‌گریزد، جایی که یک روز کامل در آنجا می‌خوابد. او تلاش می‌کند تا با برادر کوچک موفق خود، جیک، ارتباط برقرار کند. در آن شب، جسی یکی از دوستانی که مت‌آمفتامین والت را می‌کشید، تماس دریافت کرد، او می‌گوید که افراد ثروتمند زیادی را می‌شناسد که به دنبال مواد مخدر هستند و حاضرند برای مت‌آمفتامین باکیفیتی که پخته است، دلار بالایی بپردازند. روز بعد، جسی به ملاقات والت می‌رود تا در مورد معاملات آنها صحبت کند، اما والت جسی را بیرون می‌کند. جسی نیمی از سود خود را به والت می‌دهد — ۴۰۰۰ دلار. سرطان‌شناس به والت می‌گوید که سرطان به غدد لنفاوی او سرایت کرده است، اما این احتمال وجود دارد که هنوز با شیمی درمانی قابل درمان باشد.
والت در خانه شک خود را در مورد شیمی درمانی ابراز می‌کند زیرا هزینه آن ۹۰٬۰۰۰ دلار است و اگر همچنان بمیرد، خانواده خود را با تمام بدهی ترک خواهد کرد. والت جونیور با عصبانیت می‌گوید که والت باید بمیرد اگر قرار است به این راحتی تسلیم شود. در محل سکونت پینکمن، یک مستخدم یک جاساز در اتاق جسی پیدا می‌کند که در نتیجه پدر و مادرش او را بیرون می‌کنند. جاساز متعلق به جیک بود که از جسی بخاطر به‌گردن گرفتن از او تشکر می‌کند. در حالی که جسی بیرون از خانه منتظر تاکسی است، جیک جاساز خود را پس می‌خواهد که جسی آن را دور می‌اندازد و می‌گوید کیفیت پایینی دارد. والت در حین رانندگی دچار حمله سرفه می‌شود و خون سرفه می‌کند. همانطور که او به پمپ بنزین می‌رود، متوجه می‌شود که کن کنار زده است. وقتی کن ماشینش را بدون مراقبت ترک می‌کند، والت یک تی اسکاج را برمی‌دارد و باتری ماشین را با آن اتصال کوتاه می‌کند. باتری متعاقباً بیش از حد گرم می‌شود و هنگامی که والت به سمت ماشینش برمی‌گردد منفجر می‌شود.

## تولید
این قسمت توسط وینس گیلیگان نوشته شده و توسط جیم مک‌کی کارگردانی شده است. این قسمت در ۱۷ فوریه ۲۰۰۸ از شبکه ای‌ام‌سی در ایالات متحده و کانادا پخش شد.
عنوان «مرد سرطانی» اشاره‌ای به شخصیت «مرد سیگار کش» پرونده‌های ایکس است که مولدر برای اولین بار او را مرد سرطانی نامید. وینس گیلیگان قبلا نویسنده و تهیه کننده آن سریال بود.

## برخورد انتقادی
این قسمت اکثراً نقدهای مثبتی دریافت کرد. ست آمیتین از آی‌جی‌ان به این قسمت امتیاز ۸٫۶ از ۱۰ داد و اظهار داشت: «این یک قسمت معمولی به نظر می‌رسید، اما توسعهٔ داستان خرابکارانه و شخصیت اتفاق افتاد و اگر قسمت‌های قبلی را تماشا کرده‌اید، احتمالاً می‌دانید که چرا این قسمت آنقدر خوب بود. چیزهای زیادی برای تعمیم وجود دارد.» دونا بومن از ای. وی. کلاب به این قسمت نمره «B-» داد و گفت: «این قسمت فاکتور شگفت انگیزی را که سریال تا به حال داشته است را ندارد -- بلکه در رابطه با جابجایی قطعات در جای خود برای استراتژی بلندمدت است.»
در سال ۲۰۱۹، The Ringer «مرد سرطانی» را در رتبه ۴۳ از ۶۲ قسمت کل بریکینگ بد قرار داد. Vulture.com آن را در رتبه ۵۶ قرار داد.

## پیوندهای بیرونی
- «مرد سرطانی» بایگانی‌شده  در ۲۰۱۹-۰۹-۲۱ توسط Wayback Machine   در سایت رسمی بریکینگ بد
- «مرد سرطانی» در IMDb